# Entehrt
Entehrt (Alternativtitel: X-27) (Originaltitel: Dishonored) ist ein US-amerikanischer Spionagefilm von Josef von Sternberg aus dem Jahr 1931 mit Marlene Dietrich.

## Handlung
Wien im Jahre 1915, während des Ersten Weltkriegs. Eine der Prostituierten eines Bordells hat sich das Leben genommen. Auch Offizierswitwe Marie Kolverer verdient sich ihren Lebensunterhalt mit Prostitution, doch fürchtet sie sich weder vor Leben noch Tod. Dies hört der Chef des österreichischen Geheimdienstes. Er weiß in seinen Reihen einen Verräter und glaubt, dass der einflussreiche Oberst Hindau die österreichischen Pläne an die Russen verrät, mit denen Österreich Krieg führt. Zahlreiche Österreicher mussten durch Verrat bereits ihr Leben lassen. Hindau kennt alle Spione des Landes und so wird Marie unter dem Namen X-27 als neue Spionin auf Hindau angesetzt.
Marie nimmt während des Silvesterfestes Kontakt zu Hindau auf, wird in seine Wohnung mitgenommen und kann ihn nach kurzer Zeit als Spion überführen. Bevor er gefangen genommen werden kann, erschießt Hindau sich. Auf der Silvesterfeier befand sich ein weiterer Herr an Hindaus Seite, offensichtlich ein Kontaktmann, der sich Marie jedoch nicht vorgestellt hatte. Sie will nun auch ihn stellen. Marie trifft ihn in einem Spielsalon, verspricht ihm im Spiel einen Kuss und umgarnt ihn, doch durchschaut er ihr Spiel und flieht unerkannt. Der Chef des österreichischen Geheimdienstes ist verärgert, dass sie so einfältig war und den Mann – Leutnant Kranau – unterschätzt hat. Sie wird auf eine Spionagemission nach Russland geschickt. Kurz zuvor sucht Kranau sie jedoch in ihrer Wohnung auf, um den versprochenen Kuss abzuholen. Er gesteht ihr, Agent für die Gegenseite zu sein und als Oberst in der russischen Armee zu arbeiten. Erneut entkommt er ihr mühelos.
In Russland kann Marie als Stubenmädchen verkleidet einen Oberst verführen und wichtige Dokumente kopieren. Der Oberst gehört zu Kranaus Einheit, der Marie sofort als Spionin entlarvt und gefangen nehmen lässt. Sie weiß, dass ihr Ende bevorsteht, und wünscht sich nur, die letzten Stunden mit ihm verbringen zu dürfen. Er willigt ein, sie mischt ihm Schlafmittel ins Getränk und kann entkommen. Sie übermittelt die kopierten Strategien an Österreich und die Armee kann zahlreiche Russen gefangen nehmen. Unter ihnen ist auch Kranau, der sich als der lang gesuchte, wichtige russische Spion H-14 entpuppt. Er soll hingerichtet werden, doch gibt Marie vor, ihn für zehn Minuten verhören zu wollen. In dieser Zeit ermöglicht sie ihm die Flucht, hat sie sich doch längst in ihn verliebt. Nun wird Marie wegen Hochverrats angeklagt und zum Tode verurteilt. Ihre letzten Wünsche – ein Kleid aus ihrer Zeit als Prostituierte und ein Klavier – werden ihr erfüllt, bevor sie hingerichtet wird.

## Produktion
Entehrt beruht auf der von Josef von Sternberg konzipierten Geschichte X.27. Ursprünglich sollte auch der Film diesen Namen tragen, doch entschied sich Paramount gegen von Sternbergs Willen für den Titel Dishonored. „Meinen Protest, die Dame werde nicht entehrt, sondern füsiliert, ließ sie [Paramount] unbeachtet“, so von Sternberg rückblickend. Bekannt wurde der Film durch die Exekutionsszene: „Während Soldaten auf sie anlegen, zieht die Prostituierte Magda ihren Lippenstift nach.“ Aufgrund der unmittelbaren Konkurrenz der Dietrich zu Greta Garbo sah sich MGM im Zugzwang, seinen Topstar ebenfalls in einem Spionage-Thriller herauszubringen. Mata Hari erschien im Dezember 1931 in den US-amerikanischen Kinos. 
Der Film erlebte am 5. März 1931 im Rialto Theatre in New York City seine Premiere. Nach Marokko war es der zweite Film, den Marlene Dietrich in Hollywood drehte. Die deutsche Erstaufführung erfolgte unter dem Titel  X.27  am 6. Januar 1932 im Capitol, Berlin.

## Kritik
Die zeitgenössische deutsche Kritik stand dem Film eher ablehnend gegenüber. „Sternberg […] schenkt uns mit diesem Film ein Werk, das kaum glücklich macht. […] Sternberg schrieb wieder das Buch. Es muß überraschen, daß ein Mann, der immerhin Europa kennt, ein im äußeren Ablauf, im Motivischen, im Psychologischen so in jeder Beziehung abseits des kriegszeitlichen Österreich liegendes Szenario erfinden konnte“, so die Lichtbildbühne.
Das Lexikon des Internationalen Films schrieb: „Genrebilder aus dem alten Europa, schwüle Erotik und unerbittliches Schicksal: Ein – darstellerisch interessantes – Melodram des Wieners Josef von Sternberg“. „Marlene besticht durch ihren eiskalten Charme“, befand Cinema und spielt auf die berühmte Exekutionsszene an, in der die Prostituierte Magda ihren Lippenstift nachzieht, während Soldaten auf sie anlegen.